# Jesús Morales Martínez
Jesús Morales Martínez (nacido el 18 de diciembre de 1985 en Uruapan, Michoacán) es un futbolista mexicano que juega en la posición de delantero.
Jesús Morales es un joven delantero surgido de la cantera rojiblanca. Su debut en primera división se dio el 9 de abril de 2005 en la fecha 12 del torneo de Clausura 2005, cuando Chivas enfrentó a Jaguares de Chiapas. Morales entró al minuto 46 en sustitución de Francisco Javier Rodríguez.
Morales también participa con el conjunto del Club Deportivo Tapatío filial del Guadalajara en Primera división 'A' mexicana.
En el torneo de Apertura 2006 jugó un partido, en dicho torneo Chivas se coronó como Campeón. En 2009, fue traspasado al Club de Fútbol Atlante.
- Datos: Q6188576